# Williams (Karolina Południowa)
Williams – miasto w Stanach Zjednoczonych, w stanie Karolina Południowa, w hrabstwie Colleton.